# Seleção Porto-Riquenha de Voleibol Feminino
A Seleção Portorriquenha de Voleibol Feminino representa Porto Rico nas competições internacionais de vôlei. A equipe não se qualificou para as Olimpíadas de 2008 por terminar em oitavo e último lugar no  Torneio de Qualificação Olímpica no Japão. Porto Rico ganhou um convite para o evento após a retirada de Peru e Quénia.